# HMS Sheffield (C24)
O HMS Sheffield foi um cruzador rápido operado pela Marinha Real Britânica e a quarta embarcação da Classe Town. Sua construção começou em janeiro de 1935 nos estaleiros da Vickers-Armstrongs em Newcastle upon Tyne e foi lançado ao mar em julho de 1936, sendo comissionado na frota britânica em agosto do ano seguinte. Era armado com uma bateria principal composta por doze canhões de 152 milímetros montados em quatro torres de artilharia triplas, tinha um deslocamento carregado de mais de onze mil toneladas e alcançava uma velocidade máxima de 32 nós.
O Sheffield lutou na Segunda Guerra Mundial e inicialmente realizou patrulhas pelos estreitos dinamarqueses até abril de 1940, quando foi enviado para participar da Campanha da Noruega. Foi enviado em agosto para o Mar Mediterrâneo, onde permaneceu em operações de escolta e patrulhas pelos anos seguintes, mas em maio de 1941 chegou a participar da caçada ao couraçado alemão Bismarck. Depois foi colocado na escolta de Comboios do Ártico e esteve presente em dezembro de 1942 na Batalha do Mar de Barents, quando afundou o contratorpedeiro Z16 Friedrich Eckoldt.
O cruzador continuou atuando na escolta de comboios e em dezembro de 1943 participou da Batalha do Cabo Norte, ajudando a fundar o couraçado Scharnhorst. A guerra terminou enquanto ele estava passando por reformas. O Sheffield continuou no serviço ativo depois disso, passando a década seguinte atuando sem grandes incidentes no Caribe, América do Norte, Mediterrâneo e em casa. Foi tirado de serviço e colocado na reserva em janeiro de 1959, passando os anos seguintes como capitânia da Frota de Reserva. Foi descartado em setembro de 1964 e desmontado em 1967.